# Suburra
Suburra (od latinskog: Subura) bila je golema i gusto naseljena četvrt staroga Rima, smještena ispod zemljane fortifikacije Murus Terreus na granici s bogataškom četvrti Carinae i protezala se duž padina brežuljaka Kvirinal i Viminal sve do podnožja Eskvilina (Opijsko, Cispijsko i Fagutalsko brdo). Premda je bio okrenut ka području spomenika i javnih službi, niži je dio četvrti bio domom niže klase i siromašnijega dijela stanovništva koji je živio u bijednim uvjetima, a bio je i mjestom okupljanja prostitutki. Izraz "suburra" je stoga u talijanskome jeziku poprimio značenje "mjesta na lošem glasu" ili općenito mjesta urbanog kriminala. Julije Cezar živio je u obiteljskoj kući (domus) u Suburri sve dok 63. godine pr. Kr. u dobi od 37 godina nije izabran za pontifexa maximusa. Četvrt Suburra je izrasla i razvila se oko imanja njegove obitelji mnogo godina prije njegova rođenja. U toj je četvrti živio i pjesnik Marcijal.

## Povijest
Suburra je izvorno bila dio takozvanog Septimontiuma, područja grada povezanog s vjerskom procesijom koja se slavila 11. siječnja svake godine još od vladavine Nume Pompilija. Četvrt je presijecala ulica nazvana Argiletum (uglavnom odgovara sadašnjoj Via Leonina i Via della Madonna dei Monti), koja se protezala do križanja u blizini brežuljka Cispian: Vicus Patricius (sada Via Urbana), prema Porta Viminalis u republikanski zid, i Clivus Suburanus (danas Via in Selci) prema Porta Esquilina. Ova posljednja ulica označava granicu između regija IV i regija V augustovske podjedinice grada. Počevši od 1. stoljeća pr. Kr. u donjem dijelu doline ranije je bio smješten Cezarov forum svečano otvoren 46. pr. Kr. ispod istočne padine Kapitolija, a zatim Augustov forum svečano otvoren 2. godine pr. Kr. Ostale građevine prema dolini Koloseja bili su Hram mira otvoren 75. godine, Nervin forum otvoren 97., te Trajanov forum otvoren 112. godine nakon iskapanja terena između brda Kvirinal i Kapitolija. U Augustovo doba ova su monumentalna područja bila zaštićena od požara koji su često izbijali u siromašnim građevinama Suburre izgradnjom masivnog zida koji je ostao sačuvan do današnjih dana i predstavlja jedini trag drevne Suburre unutar suvremenoga Rima.
U srednjem vijeku aristokratske obitelji gradile su kuće i kule na ruševinama Suburre, a neke od njih su još uvijek očuvane, premda uvelike prepravljene, poput Torre dei Conti i Torre del Grillo.
Urbano tkivo četvrti, koja je sada dio četvrti Monti, uvelike je izmijenjeno otvaranjem ulica Via Cavour i Via degli Annibaldi krajem 19. stoljeća, dok su rušenja 1930-ih radi izgradnje Vie dell'Impero (danas Via dei Fori Imperiali) uništila sve svjetovne i sakralne građevine koje su od renesanse nadalje bile podignute na tome području.

## Zid Suburre
Zid Suburre je izodomalni zid izgrađen od pršinca i kamena gabina (lapis gabinum) sličnog pršincu ali tamnijem za koji su stari Rimljani mislili da je posebno otporan na vatru. Kamene gromade od kojih je izgrađen složene su u vrlo precizne slojeve i nisu povezane žbukom već samo međusobno spojene hrastovim spojnicama u obliku lastina repa, a zid prošaran s tri sedrena udubljenja ostao je stabilan preko 2000 godina. U vrijeme izgradnje zid je imao nekoliko funkcija: bio je zaštita od požara, element razdvajanja stambenog dijela grada od javnoga, te monumentalna kulisa Hrama Marsa Ultora s kojim je stvarao jak kontrast boja.
Pristupna cesta Forumu prolazila je uz hram Marsa Ultora kroz luk od sedrenih blokova koji još uvijek postoji. Tijekom srednjega vijeka taj se luk nazivao "Arco dei Pantani" (tal.: "Luk močvare") zbog postupnog plavljenja područja Foruma koji je pretvorio teren u močvarno područje.

## Geografski položaj
Smještaj četvrti u udubljenju između obronaka velikih brežuljaka koji se stapaju u dolinu između brda Kapitolija i Palatina prema Tiberu uvjetovala je cestovni sustav i čitav njegov razvoj. Na višim područjima bili su smješteni domovi senatora i equites (ostaci se mogu pronaći ispod sadašnjih crkava Svetog Petra u okovima na Fagutalu i Svete Pudenziane na brdu Viminal), dok je najniži dio doline, nekoć najpopularniji i najzloglasniji dio, bio zauzet velikim insulama (višekatnim stambenim zgradama s tabernama u prizemlju), poput onih pronađenih tijekom obnove samostana San Martino ai Monti.

## U popularnoj kulturi
Četvrt Suburra prikazana je u nizu povijesnih romana Masters of Rome Colleena McCullougha, te povijesnog romana Roman Blood Stevena Saylora i seriji kratkih pripovijetki SPQR Johna Maddoxa Robertsa. Inspiriran zloglasnom reputacijom četvrti, talijanski pisci Giancarlo De Cataldo i Carlo Bonini zajedno su 2015. napisali vrlo uspješan kriminalistički roman "Suburra" o suvremenoj rimskoj mafiji na temelju kojega je sniman istoimeni igrani film u produkciji Netflixa, a kasnije i njegov prequel Suburra: Blood on Rome.